# フィジカル (曲)
「フィジカル」(Physical)は、オリビア・ニュートン＝ジョンの楽曲。1981年の同名アルバム（邦題は『虹色の扉』）のタイトルトラックであり、アルバムから1枚目のシングルとしてもリリースされた。

## 解説
1981年11月から1982年1月半ばにかけて、全米Billboard Hot 100で10週連続1位を記録、1982年度の年間1位にも躍り出た。また、日本のオリコン洋楽チャートで1982年1月25日付から9週連続1位を獲得。
間奏での印象的なギター・ソロはスティーブ・ルカサーによるもの。
ミュージック・ビデオはエアロビクスをモチーフに取り入れており、曲のヒットに一役買った。2010年には『glee/グリー』で取り上げられ、本人とスー・シルベスター役のジェーン・リンチによる新たなヴァージョンが制作された。このヴァージョンもBillboard Hot 100で89位にチャートインした。
明治製菓が1983年に発売したプロテイン「ビビッド・プロテイン」は、この曲にちなみ「フィジカルしましょう」を広告コピーとした。

## カバー・バージョン
- ビル・マーレイ - 1982年2月1日放映の『Late Night with David Letterman』に出演した際、バンド演奏をバックに歌って踊った[9]。
- カイリー・ミノーグ - 2000年のアルバム『ライト・イヤーズ』のオーストラリア盤ツアー・エディションのボーナストラック。
- クイーン・オブ・ジャパン - 2001年のシングル。
- ソフィー・エリス・ベクスター - 2003年のアルバム『シュート・フロム・ザ・ヒップ』に収録。
- ルー・ベガ - 2013年のアルバム『A Little Bit of 80s』に収録。
- Tokimeki Records & Froya - 2019年の配信限定シングル。

## 収録曲
7" シングル
| #  | タイトル                                     | 作詞 | 作曲・編曲 | 時間 |
| -- | -------------------------------------------- | ---- | ---------- | ---- |
| 1. | 「フィジカル」(Physical)                     |      |            | 3:45 |
| 2. | 「愛のプロミス」(The Promise (Dolphin Song)) |      |            | 4:34 |